# Vera Filatova
Vera Filatova (Kiev, 6 de novembro de 1982), é uma atriz ucraniana, tornou-se mais conhecida por interpretar Elena na série Peep Show ao lado de David Mitchell e Robert Webb. Também interpretou Eva em Lesbian Vampire Killers e Svetlana em The Deep.

## Ligações Externas
- Official website
- Vera Filatova. no IMDb.